# Pyramidion von Ezbet Ruschdi al-Kebira
Nahe dem heutigen Tell el-Dab'a fand Labib Habachi im Jahr 1942 das Pyramidion Ezbet Ruschdi al-Kebira (auch Pyramidion von Ezbet Rušdi al-Kebîra). Es war aus Basalt gearbeitet worden und besaß ursprünglich einen Überzug aus Metall.
An der Grundseite weist es eine Kantenlänge von 53 Zentimetern auf, allerdings wurde nur der untere Teil in der Antike geglättet. Bis heute konnte nicht geklärt werden, zu welchem Herrscher oder zu welcher Pyramide das Pyramidion gehörte. Eine Einordnung in die 13. Dynastie gilt als vorläufig.